# 広島電鉄皆実線
皆実線（みなみせん）は、広島県広島市南区の稲荷町停留場と皆実町六丁目停留場を結ぶ、広島電鉄の軌道路線（路面電車）である。駅ナンバリングで用いられる路線記号はH。
本項では、2025年8月まで皆実線として営業していた的場町停留場 - 比治山下停留場間についても記述する。この区間は循環ルートへの切り替え工事のため2025年8月3日から2026年春（予定）まで休止中であるが、路線名の扱いについては発表されていない。

## 概要
第二次世界大戦中に広島駅と軍港であった宇品港との間の輸送力強化を目指して建設された路線で、建設のための線路は宮島線を単線化して捻出した。紙屋町・八丁堀地区を経由せず比治山通り・宇品通りを経由して京橋川沿いにショートカットする路線となっている。全線が広島県広島市南区内を走行する。
現在は届出上の正式名称である「皆実線」として案内されるが、かつて比治山線（ひじやません）という路線名を用いていた時期があり、電車の行き先表示は現在も「比治山下経由」と案内されている。
稲荷町 - 比治山下間は駅前大橋ルートの開通により2025年に開業した区間で、それまでは的場町 - 比治山下 - 皆実町六丁目間の路線であった。

## 路線データ
- 路線距離（営業キロ）：2.2 km[1]
- 軌間：1435 mm
- 停留場数：7（起終点含む）
- 複線区間：全線
- 電化区間：全線（直流600 V）

## 運行形態
5号線（広島駅 - 皆実町六丁目 - 広島港（宇品））の系統のみが運行される。すべての電車が本線および宇品線に直通する（早朝・深夜のみ宇品二丁目停留場での折り返し運行が存在する）。

運行車両は基本的に単行車両（日中帯については700形や800形、1000形による運行がほとんどである）であるが、平日の朝・夕ラッシュ時には連接車両も多く運行される。また、超低床車両1000形も2014年2月よりこの路線へ配置された。それまで皆実線内の超低床車両は平日の朝ラッシュ時に5100形が運用に就くのみであり、これにより日中帯でも全線において、超低床車両が運行されることとなった（車両検査などによる離脱時は運行休止となる場合がある）。
当路線への連接車両については1998年より本格的に投入されたが、それ以前には元ドルトムント市電の70形が運用に就いた時期もあった。本格投入時には3950形導入に伴い、宮島線から余剰となった3000形が5編成転入した。

## 歴史
- 1944年（昭和19年）12月27日：的場町 - 皆実町三丁目（現・皆実町六丁目）間が開業。段原一丁目・比治山下・比治山橋・皆実町二丁目各停留場が開業。
- 1945年（昭和20年）8月6日：広島市への原子爆弾投下により被災。
- 1948年（昭和23年）7月1日：運行を再開。
- 1971年（昭和46年）12月20日：5号線が朝ラッシュ時をのぞいてワンマン運転開始。
- 1975年（昭和50年）4月30日：5号線が終日ワンマン運転開始。
- 1982年（昭和57年）
  - 1月30日：的場町停留場の比治山下寄りに渡り線を設置。
  - 3月1日：南区役所前停留場が開業。
- 1994年（平成6年）：ラッシュ時の輸送力増強として連接車両1編成投入。宮島線より元ドルトムント市電70形を転入。
- 1998年（平成10年）：平日朝ラッシュ時に連接車両を本格的に投入。宮島線より3000形5編成転入。
- 2002年（平成14年）5月1日：平日夕方ラッシュ時の広島駅行きに連接車両を2便投入。
- 2004年（平成16年) 11月16日：ダイヤ改正実施により、広島駅発の最終便が、宇品二丁目止めから皆実町六丁目止めに短縮される。
- 2011年（平成23年）
  - 4月11日：ダイヤ改正実施により、日中帯の半数が宇品二丁目折り返し便となる（広島駅 - 広島港間、広島駅 - 宇品二丁目間の交互運行）。
  - 7月11日：再びダイヤ改正を実施し、日中帯は原則として広島駅-広島港間の運行に再編。
- 2014年（平成26年）2月1日：超低床車両1000形を2編成導入し運用開始（「GREEN MOVER LEX」の1003号・1004号）。
- 2025年（令和7年）8月3日：駅前大橋ルートの開通により、稲荷町 - 比治山下間が開業。松川町停留場が開業。的場町 - 比治山下間は循環ルートへの切り替えのため休止[3]。停留場番号は松川町を起点に「H01」から振り直し、皆実町六丁目停留場については皆実線のナンバリングを廃止。
- 2026年（令和8年）春（予定）：循環ルート運行開始により、的場町 - 比治山下間を再開[3]。

## 停留場一覧
- 全停留場が広島県広島市南区内に所在。
- 全線を5号線のみが経由。

| 番号         | 停留場名           | 営業キロ     | 営業キロ     | 接続路線          |
| 番号         | 停留場名           | 駅間         | 累計         | 接続路線          |
| ------------ | ------------------ | ------------ | ------------ | ----------------- |
| 直通運転区間 | 直通運転区間       | 直通運転区間 | 直通運転区間 | 本線 広島駅まで   |
| M02          | 稲荷町停留場       | -            | 0.0          | 広島電鉄： 本線   |
| H01          | 松川町停留場       | 0.2          | 0.2          |                   |
| H02          | 比治山下停留場     | 0.4          | 0.6          |                   |
| H03          | 比治山橋停留場     | 0.5          | 1.1          |                   |
| H04          | 南区役所前停留場   | 0.3          | 1.4          |                   |
| H05          | 皆実町二丁目停留場 | 0.4          | 1.8          |                   |
| U09          | 皆実町六丁目停留場 | 0.4          | 2.2          | 広島電鉄： 宇品線 |
| 直通運転区間 | 直通運転区間       | 直通運転区間 | 直通運転区間 | 宇品線 広島港まで |

### 的場町 - 比治山下間
2025年8月3日より休止中。駅番号は休止時点のもの。
| 番号 | 停留場名         | 営業キロ | 営業キロ | 接続路線                                     |
| 番号 | 停留場名         | 駅間     | 累計     | 接続路線                                     |
| ---- | ---------------- | -------- | -------- | -------------------------------------------- |
| H3   | 的場町停留場     | -        | 0.0      | 広島電鉄：本線 (M3)                          |
| H4   | 段原一丁目停留場 | 0.5      | 0.5      |                                              |
| H5   | 比治山下停留場   | 0.4      | 0.9      | 広島電鉄：皆実線（稲荷町・皆実町六丁目方面） |